# Thomas Jefferson (atleta)
Thomas Theodore Jefferson (Cleveland, 8 giugno 1962) è un ex velocista statunitense che ha gareggiato principalmente nei 200 metri piani.

## Biografia
È nato a Cleveland, in Ohio, e ha frequentato la Kent State University. Ha partecipato per gli Stati Uniti ai Giochi olimpici del 1984, tenutesi a Los Angeles, gareggiando nei 200 metri dove ha vinto la medaglia di bronzo.
Jefferson ha vinto anche una medaglia di bronzo alle Universiadi del 1985 con la staffetta 4×100 metri statunitense. Nel 1991 è giunto quarto sui 200 metri ai Campionati del mondo indoor.

## Palmarès
| Anno | Manifestazione  | Sede        | Evento      | Risultato | Prestazione | Note |
| ---- | --------------- | ----------- | ----------- | --------- | ----------- | ---- |
| 1984 | Giochi olimpici | Los Angeles | 200 m piani | Bronzo    | 20"26       |      |
| 1985 | Universiadi     | Kōbe        | 4×100 m     | Bronzo    | 39"15       |      |